# Башки (Ивановская область)
Башки — опустевшая деревня в Тейковском районе Ивановской области. Входит в состав Нерльского городского поселения.

## География
Находится в юго-западной части Ивановской области на расстоянии приблизительно 15 км на запад-юго-запад по прямой от районного центра города Тейково.

## История
В 1859 году здесь (тогда деревня в составе Суздальского уезда Владимирской губернии) было учтено 23 двора.

## Население
Постоянное население составляло 134 человека (1859 год), 0 как в 2002 году, так и в 2010.